# Jean Cabannes
Jean Cabannes (* 12. August 1885 in Marseille; † 31. Oktober 1959 in Saint-Cyr-sur-Mer) war ein französischer Physiker.
Cabannes ging in Nizza zur Schule und studierte ab 1906 an der École normale supérieure. 1911 erhielt er seine Agrégation in Physik und war danach Preparateur an der Universität Marseille (Faculté des Sciences), wo er seine Dissertation schrieb (über Lichtstreuung in der Atmosphäre, experimentelle Überprüfung der Rayleigh-Streuung), und 1921 wurde er damit promoviert. Im Ersten Weltkrieg war er bei der Artillerie in der Schallortungs-Entwicklung (initiiert von Aimé Cotton und Pierre-Ernest Weiss). 1920 wurde er Maître de conférences an der Universität Montpellier und schlug 1928 vor, was später als Raman-Streuung bekannt wurde (mit P. Daure, Yves Rocard), unabhängig von C. V. Raman, der dies quantenmechanisch erklärte und 1930 den Nobelpreis dafür erhielt. 1924 wurde er Professor ohne Lehrstuhl und 1925 erhielt er den Lehrstuhl für Physik. Wie in Frankreich üblich musste er in der Hauptstadt Paris 1937 wieder als Maître de conférences an der Sorbonne am Lehrstuhl von Charles Fabry anfangen. 1938 wurde er Professor ohne Lehrstuhl und 1938 als Nachfolger von Aimé Cotton Professor für Allgemeine Physik und Leiter des Forschungslabors für Physik an der Sorbonne. 1946 bis 1949 war er Dekan (Doyen).
1949 wurde er Mitglied der Académie des sciences. 1924 erhielt er den Prix Félix Robin und 1951 den ersten Prix des trois physiciens. Der Mondkrater Cabannes ist nach ihm benannt. Er war mit der Tochter des Mathematikers Eugène Fabry (1856–1944, Bruder von Charles Fabry) verheiratet und hatte vier Kinder, darunter den Mathematiker Henri Cabannes.